# 31919 Carragher
31919 Carragher è un asteroide della fascia principale. Scoperto nel 2000, presenta un'orbita caratterizzata da un semiasse maggiore pari a 2,2173233 UA e da un'eccentricità di 0,1597583, inclinata di 1,81092° rispetto all'eclittica.